# NGC 1854
NGC 1854（又名NGC 1855）是剑鱼座的一個年轻球狀星團，位于大麦哲伦星系中央条形结构的北部。该星团在200倍的放大下非常明亮，大而圆，可以看到几十颗非常微弱的恒星。其东南方向为NGC 1858，一个星云或星团天体。
苏格兰天文学家詹姆士·敦洛普于1826年8月2日由首次观测了该星团。